# Mukura (Provincia Occidentale)
Mukura è un settore (imirenge) del Ruanda, parte della Provincia Occidentale e del distretto di Rutsiro.